# Warton Lacerda
Warton Lacerda (Fronteiras-PI, 11 de Dezembro de 1974) é um político e dirigente esportivo brasileiro. 
Filiado ao Partido dos Trabalhadores (PT) em 2017, Warton disputou as eleições de 2018 como candidato a deputado estadual. Apesar de não ter sido eleito, terminou o pleito como primeiro suplente do partido. Em setembro de 2021, ele assumiu a titularidade do posto de deputado estadual, ao ocupar a vaga de Flora Izabel Rodrigues.
Na mídia desportista, Warton é conhecido por ser o primeiro e atual presidente da Associação Atlética de Altos (clube brasileiro de futebol, da cidade de Altos-PI). Em abril de 2018, ele deixou o cargo para disputar as eleições, mas, findado o processo eleitoral, ele retornou ao comando do clube